# Johann Ledolter
Johann Ledolter, auch Hans Ledolter,  (* 12. Mai 1950 in Edlach an der Rax) ist ein österreichischer Hotelier, Politiker (ÖVP) und ehemaliger Abgeordneter zum Bundesrat und zum Nationalrat in Österreich.

## Ausbildung und Beruf
Johann Ledolter besuchte die Volksschule Edlach und wechselte danach an das Realgymnasium Wiener Neustadt. Seine Ausbildung setzte er schließlich an der Handelsakademie Wiener Neustadt, wo er 1969 die Matura ablegte. Er leistete zwischen 1969 und 1970 den Präsenzdienst ab und studierte im Anschluss von 1970 bis 1974 Betriebswirtschaft an der Wirtschaftsuniversität Wien. Im Juni 1974 übernahm er das Hotel Peterhof in Edlach, wobei er 1979 die Konzessionsprüfung Gast- und Schankgewerbe ablegte. Seit 2006 ist Ledolter Obmann der Tourismusdestination „Wiener Alpen“ in Niederösterreich.

## Politische Ämter
Ledolter schloss sich 1975 der ÖVP Reichenau an der Rax an und arbeitete im Team des späteren Landeshauptmann-Stellvertreters Ernest Gabmann in der „Jungen Wirtschaft“ mit. Er wurde 1979 Obmann des Wirtschaftsbundes Reichenau und 1980 zum Gemeinderat gewählt. 1982 übernahm er die Funktion des Gemeindeparteiobmanns, 1985 das Amt des Vizebürgermeisters mit Ressort Finanz und Wirtschaft. Im Jahr 1995 erfolgte seine Wahl zum Bürgermeister von Reichenau an der Rax. Er kandidierte zudem bei der Landtagswahl in Niederösterreich 1998 und vertrat die ÖVP zwischen dem 1. Jänner 1999 und dem 23. April 2003 im Bundesrat bzw. zwischen dem 28. April 2003 und dem 29. Oktober 2006 im Nationalrat.
Im Oktober 2017 kündigte er seinen Rückzug als Reichenauer Bürgermeister an. Im Dezember 2017 wurde Johann Döller zu seinem Nachfolger gewählt.

## Auszeichnungen
- Goldenes Ehrenzeichen der ÖVP Niederösterreich (Mai 1996)
- Ehrenbürger von Reichenau (2018)[3]